# Campeonato Maranhense de Futebol de 1970
O Campeonato Maranhense de Futebol de 1970 foi a 49º edição da divisão principal do campeonato estadual do Maranhão. O campeão foi o Maranhão que conquistou seu 7º título na história da competição. O artilheiro do campeonato foi Antônio Carlos, jogador do Maranhão, com 9 gols marcados.

## Premiação
| Campeonato Maranhense de 1970 |
| São Luís                      |
| ----------------------------- |
| Maranhão Campeão (7º título)  |